# Рокеты
Рокеты (укр. Рокети) — село в Добротворской поселковой общине Шептицкого района Львовской области Украины.
Население по переписи 2001 года составляло 259 человек. Занимает площадь 0,453 км². Почтовый индекс — 80410. Телефонный код — 3254.